# Marcu Giurgiu
Marcu Giurgiu Crișan (ur. 1733, zm. 1785) – jeden z trzech przywódców powstania chłopów w Siedmiogrodzie w latach 1784–1785.

## Życiorys
Marcu Giurgiu zwany Crișan urodził się w 1733 roku w rodzinie chłopskiej z terenów Kruszany. W młodości był żołnierzem. W 1784 roku stanął na czele powstania chłopskiego w Siedmiogrodzie, podobnie jak Vasile Ursu Nicola (Horea) i Ion Oargă (Cloșca). Najpierw na targu w Brad zapowiedział ogłoszenie rozporządzeń cesarza, które rzekomo uzyskał Horea. Następnie w cerkwi w Mesteacăn poinformował chłopów, że cesarz ograniczył pańszczyznę do jednego dnia w tygodniu. Całkowite zwolnienie z pańszczyzny mieli uzyskać chłopi, którzy zaciągną się do wojska. Podjęta próba aresztowania Crișana nie powiodła się, bowiem chłopi pobili i rozbroili żołnierzy.
Drugiego listopada 1784 roku Crișan wezwał zgromadzonych w cerkwi chłopów do uzbrojenia się i zaatakowania szlachty. Następnego dnia powstańcy zajęci miejscowość Ribița a kolejnego Baia de Criș. Atakowali dwory, kościoły katolickie i protestanckie, palili wykazy swych powinności i długów. Niekiedy przedstawicieli szlachty zmuszali do przejścia na prawosławie, lub przebierali w chłopską odzież i zmuszali do wykonywania prac pańszczyźnianych. Pomimo że powstańcy odnieśli pod wodzą Crișana kilka zwycięstw nad mniej licznymi oddziałami wojska, główna bitwa mająca miejsce 7 grudnia pod Mihăileni okazała się całkowitą klęską. Ukrywający się Crișan został schwytany 30 stycznia 1785 roku. Aby uniknąć spodziewanej kaźni, powiesił się w więzieniu, natomiast dwaj postali przywódcy powstania Horea i Closca 28 lutego 1785 roku zostali straceni w czasie publicznej egzekucji przez łamanie kołem i ćwiartowanie.